# 叙里欧维尔
叙里欧维尔（法語：Suriauville，法語發音：[syʁjovil]）是法国大東部大區孚日省的一个市镇，属于讷沙托区。

## 地理
叙里欧维尔（48°10'6"N, 5°51'48"E）面积13.44 平方千米，位于法国大東部大區孚日省，该省份为法国东北部内陆省份，北起默兹省和默尔特-摩泽尔省，西接上马恩省，南至上索恩省和贝尔福地区省，东临上莱茵省和下莱茵省。
与叙里欧维尔接壤的市镇（或旧市镇、城区）包括：比尔涅维尔、孔特雷克塞维尔、克兰维利耶、栋布罗勒塞克、索尔叙尔-莱比尔涅维尔。

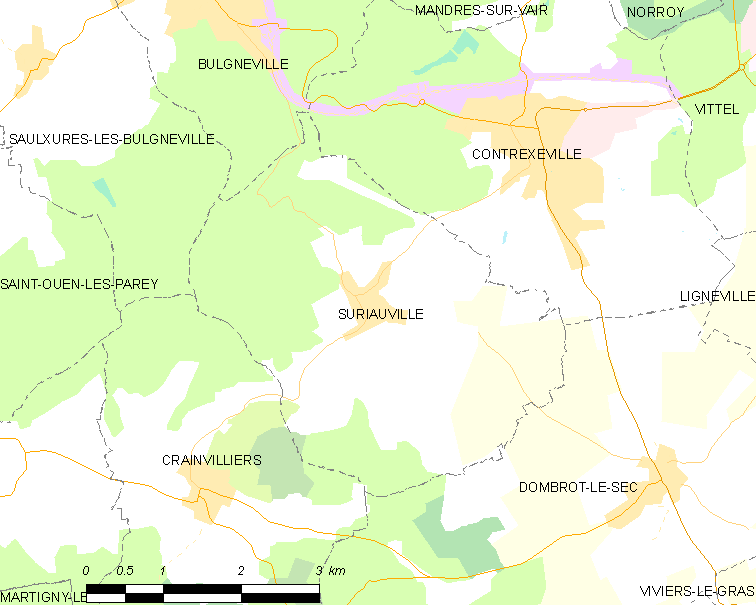
叙里欧维尔的OSM定位图

叙里欧维尔的时区为UTC+01:00、UTC+02:00（夏令时）。

## 行政
叙里欧维尔的邮政编码为88140，INSEE市镇编码为88461。

## 政治
叙里欧维尔所属的省级选区为维泰勒县。

## 人口

1962-2008年间叙里欧维尔人口变化图示

叙里欧维尔于2022年1月1日时的人口数量为200人。